# Ancylotrypa namaquensis
Ancylotrypa namaquensis är en spindelart som först beskrevs av William Frederick Purcell 1908.  Ancylotrypa namaquensis ingår i släktet Ancylotrypa och familjen Cyrtaucheniidae. Inga underarter finns listade i Catalogue of Life.